# Borosenii Noi, Rîșcani
Borosenii Noi este un sat din raionul Rîșcani, Republica Moldova.

## Demografie

### Structura etnică
Structura etnică a satului conform recensământului populației din 2004:
| Grup etnic         | Populație | % Procentaj |
| ------------------ | --------- | ----------- |
| Moldoveni / Români | 1.975     | 97,53%      |
| Ucraineni          | 27        | 1,33%       |
| Ruși               | 17        | 0,84%       |
| Alții              | 6         | 0,3%        |
| Total              | 2.025     | 100%        |

## Administrație și politică
Componența Consiliului local Borosenii Noi (9 consilieri), ales la 5 noiembrie 2023, este următoarea:
|  | Partid                                       | Consilieri | Componență | Componență | Componență | Componență | Componență |
|  | -------------------------------------------- | ---------- | ---------- | ---------- | ---------- | ---------- | ---------- |
|  | Partidul Social Democrat European            | 5          |            |            |            |            |            |
|  | Partidul Socialiștilor din Republica Moldova | 3          |            |            |            |            |            |
|  | Partidul Comuniștilor din Republica Moldova  | 1          |            |            |            |            |            |